# Супернова на Кеплер
SN 1604, известна още като Звездата на Кеплер, Новата на Кеплер (или Свръхновата на Кеплер) е Свръхнова тип Ia , възникнала в Млечния път, в съзвездието Змиеносец. Появила се през 1604 г., тя остава най-новата наблюдавана с „невъоръжено око“ свръхнова звезда от нашата галактика. Отстоянието до нея е 20 000 светлинни години (6 килопарсека), което съответно е и времето, изтекло за да достигне блясъкът ѝ до Земята. Преди приемането на настоящата система за именуване на свръхнови, тя е кръстена на Йохан Кеплер, немския астроном, който я описва в „De Stella Nova“.

## Наблюдение
Звездата на Кеплер е била видим през деня повече от три седмици. Записи от наблюдението ѝ има в европейски, китайски, корейски и арабски източници. В своя максимум е ималавидима звездна величина -2.5.
|  |

Нейната поява се случва, когато споменът за свръхновата наблюдавана от Тихо Брахе в Касиопея (SN 1572) е още актуален. Оттогава в Млечния път не са наблюдавани по-нататъшни свръхнови, макар там да съществуват доказателства за две свръхнови, чиито сигнали биха могли да достигнат Земята ок. 1680 и 1870 г. – Касиопея А и G1.9 + 0.3 съответно. Няма исторически данни някоя от тях да е била открита през онези години, тъй като поглъщането от междузвезден прах ги е направило вероятно твърде бледи. 
Извън нашата галактика са наблюдавани след S Andromedae през 1885 година. SN 1987A в Големия магеланов облак се виждала с просто око. 
Остатъкът от свръхновата Кеплер се счита за един от прототипичните обекти по рода си и все още е обект на много проучвания в астрономията.

## Спорни
Астрономите от онова време (включително и Кеплер) бяха загрижени да наблюдават съединението на Марс и Юпитер, което виждаха по отношение на благоприятна връзка, свързана в умовете им с Витлеемската звезда. Облачното време обаче попречи на Кеплер да направи някакви небесни наблюдения. Независимо от това неговите колеги астрономи Вилхелм Фабри, Майкъл Маестлин и Хелисей Рослин успяха да направят наблюдения на 9 октомври, но не записаха свръхновата.  Първото регистрирано наблюдение в Европа е от Lodovico delle Colombe в северна Италия на 9 октомври 1604 г.  Кеплер успя да започне наблюденията си едва на 17 октомври, докато работи в императорския двор в Прага за император Рудолф II.  Впоследствие свръхновата е кръстена на него, въпреки че той не е първият ѝ наблюдател, тъй като неговите наблюдения проследяват обекта цяла година. Тези наблюдения са описани в книгата му De Stella nova in pede Serpentarii („На новата звезда в крака на Офух“, Прага 1606 г.).

### Спорът на Деле Коломб – Галилео
През 1606 г. Деле Коломб публикува дискурс на Lodovico delle Colombe, в който показва, че „Звездата, появила се през октомври 1604 г., не е нито комета, нито нова звезда“ и където защитава аристотелевския възглед за космологията, след като Галилео Галилей е използвал повода на свръхновата да предизвика аристотеловата система.  Описанието на претенциите на Галилео е следното: 
 Галилей обясни значението и уместността на паралакса, съобщи, че нова не показва нищо, и заключи, като сигурност, че лежи извън Луната. Тук той можеше да спре, като изпрати своята единствена стрела. Вместо това той скицира теория, която разрушава аристотелевския космос: нова вероятно се състои от голямо количество ефирен материал, който се излъчва от земята и свети от отразена слънчева светлина, като аристотеловите комети. За разлика от тях обаче тя може да се издигне отвъд Луната. Той не само внесе промяна в небесата, но направи това провокативно, като внесе тленни земни елементи в чистото квинтесенция. Това повдигна възможностите за разбиване на небето. Междузвездното пространство може да бъде изпълнено с нещо подобно на нашата атмосфера, както във физиката на стоиците, на която Тихо се е позовал в дългия си разказ за новата от 1572 година. И ако материалът на небето наподобява този на телата тук по-долу, теория за движението, изградена върху опита с обекти, които са в обхвата ни, може да се прилага и за небесните региони. „Но не съм толкова смел, че смятам, че нещата не могат да се развият по различен начин от начина, по който съм посочил.“ 

### Спор между Кеплер и Рослин
В „De Stella Nova“ (1606) на Кеплер той критикува Рослин относно тази свръхнова. Кеплер твърди, че в своите астрологични прогнози Рослин е избрал точно двете комети – Голямата комета от 1556 и 1580 година. Рослин отговори през 1609 г., че наистина е направил това. Когато Кеплер отговори по-късно същата година, той просто забеляза, че като включи по-широк спектър от данни, Рослин може да направи по-добър аргумент. 

## Допълнителна информация
- Blair, William P. и др. A detailed optical study of Kepler's supernova remnant //  Astrophysical Journal 366.   1991. DOI:10.1086/169583. с. 484 – 494.